# NV Arena
Die NV Arena ist ein Fußballstadion in der österreichischen Landeshauptstadt St. Pölten, Niederösterreich. Sie ist die Heimstätte des Zweitligisten SKN St. Pölten und hat ein Fassungsvermögen von 8000 Zuschauern auf überdachten Sitzplätzen. Die NV Arena löste 2012 den 1951 erbauten Voithplatz als Spielstätte des wichtigsten Fußballvereins der Stadt ab. Der Namensgeber ist die Niederösterreichische Versicherung (NV). Betreiber des Stadions ist die Sportzentrum Niederösterreich GmbH.
Die NV Arena ist eines der 25 größten Fußballstadien und eines der 30 größten Sportstadien in Österreich.

## Infrastruktur
Verkehr und Anreise
Neben der Arena wurden 16 Busparkplätze, 50 Behindertenparkplätze, 800 Autoparkplätze und 500 Fahrradplätze errichtet.
Die Arena ist durch die öffentliche Buslinie LUP Linie 7 mit dem St. Pöltner Hauptbahnhof verbunden, deren Betriebszeit an Spieltagen verlängert wird. Mit dem Auto ist das Stadion über die Kremser Schnellstraße (Abfahrt „St. Pölten Nord“) erreichbar.
NV Arena

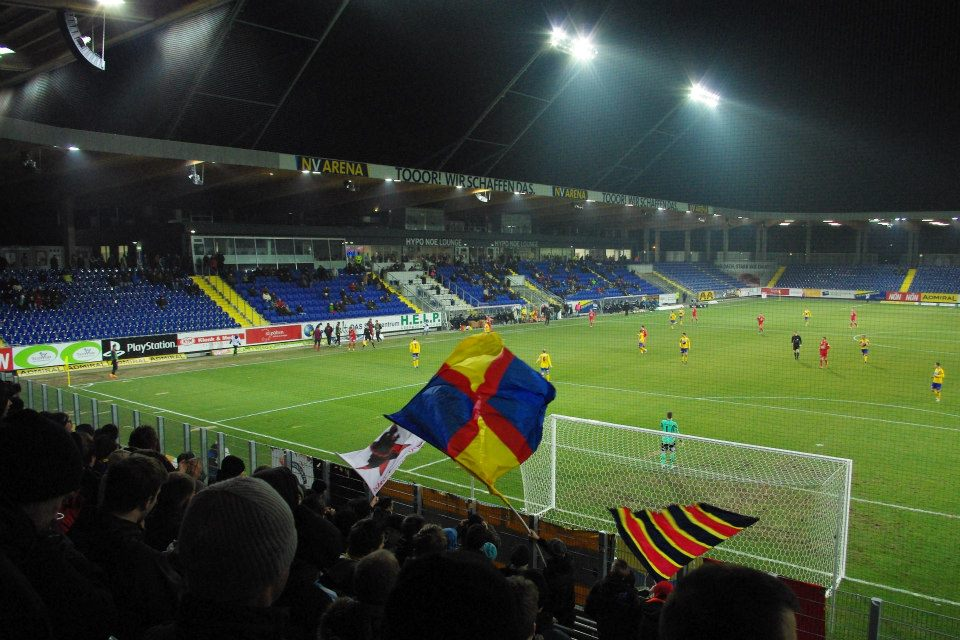
NV Arena, Spiel gegen Horn, März 2013

Das Stadion befindet sich im St. Pöltner Stadtteil Ratzersdorf am Gelände des Sportzentrum Niederösterreich und ist (nach einer Tennishalle, einer Eishalle u. a.) deren achte Ausbaustufe.
In seiner Standardvariante fasst das Stadion etwa 8000 Plätze, wovon 800 Plätze auf V.I.P.-Logen und einen Business-Club entfallen. Bei Bedarf kann die Kapazität ohne größere Umbauten auf 13.000 Plätze erweitert werden, indem dort zusätzliche Tribünen errichtet werden, wo das kreisrunde Stadiondach überschüssig ist (in der Mitte der Längstribünen).
Die Anlage wurde nach den Anforderungen für den Spielbetrieb in allen höherrangigen Ligen des ÖFB (nach dem Lizenzierungshandbuch der Bundesliga, Version 2007/08) errichtet.
Das Dach des Stadions ist aus Holz (sowohl dessen Primär- als auch dessen Sekundärkonstruktion). Auf das Spielfeld folgen direkt die Zuschauerränge mit zwölf Reihen, die vollständig überdacht sind. Umgeben ist die NV Arena von Erdwällen. Auf der 14.300 bis 14.500 m² großen Dachfläche befindet sich eine Photovoltaikanlage, die das Stadion mit Strom versorgen soll.
Die wirtschaftliche Nutzungsdauer wurde vor dem Bau mit 33,33 Jahren angegeben.

## Baugeschichte
Zur Vorgeschichte eines neuen Stadions in St. Pölten zählt auch die Episode des Flash St. Pölten.
Verein und Stadt St. Pölten fielen im November 1999 auf den Betrüger Benjamin Englisch (alias Benjamin Abramovici) herein, der vorgab, über fünf Milliarden Schilling für einen neuen Verein zur Verfügung zu stellen. Unter anderem war ein riesiges Stadion geplant, das zwei Milliarden Schilling kosten hätte sollen. Englisch wurde noch im Dezember desselben Jahres verhaftet.
Im September 2006 kam es zu einer Grundsatzvereinbarung zwischen dem Land Niederösterreich und der Republik Österreich. Einen Monat später wurde eine Projektstudie in Auftrag gegeben, die aufgrund einer Bedarfsanalyse ein erweiterbares Fassungsvermögen von 8000 Plätzen vorschlug.
Weiters wurde vorgeschlagen, ein reines Fußballstadion (ohne Mantelnutzung) und einen V.I.P.-Bereich als eigenen Veranstaltungsort zu errichten. Im September 2007 wurde eine Arbeitsgruppe mit Vertretern von Bund, Land, Stadt, Sportzentrum Niederösterreich, SKN und HYPO Real Consult eingerichtet, um das Projekt weiter auszuarbeiten. Das Ergebnis war ein Stadionkonzept der NÖ Hypo Bauplanungs- und Bauträgergesellschaft m.b.H vom 12. Dezember 2007. Der Bauprojektname des Fußballstadions war „Niederösterreich-Arena“.
Das Stadion wurde von Jänner 2011 bis November 2011 erbaut und ist seither ein Teil des Sportzentrum Niederösterreich. Der symbolische Spatenstich wurde von Vertretern der Stadt, des Landes und der Alpine Bau am 17. März 2011 durchgeführt. Der Holzbau wurde durch die Firma Lieb Bau Weiz errichtet.
Der Bauherr war und heutiger Besitzer ist die Treisma Grundstücksverwaltung GmbH (eine 100%ige Tochter der NÖ Hypo Leasing), gemietet und betrieben wird das Stadion von der Sportzentrum Niederösterreich GmbH. Die Projektsteuerung wurde von der NÖ Real-Consult Ges.m.b.H durchgeführt. Die Vergabeverfahren wurden nach dem Bundesvergabegesetz 2006 durchgeführt. Den international ausgeschriebenen Wettbewerb für die Generalplanung (ein Unternehmer führt allein die Planung durch) gewann das Architekturbüro agn Niederberghaus & Partner aus dem deutschen Ibbenbüren im Tecklenburger Land, der Architekt war Stefan Nixdorf. Generalunternehmer (ein Unternehmen allein ist für die Ausführung der Planung zuständig) war das Bauunternehmen Alpine Bau GmbH aus Wals-Siezenheim, an das der Auftrag nach einer Ausschreibung schließlich im Dezember 2009 vergeben wurde.
Vor Baubeginn erfolgte die gesetzlich vorgeschriebene Umweltverträglichkeitsprüfung (nach dem Umweltverträglichkeitsprüfungsgesetz 2000).

## Finanzierung, Besitzverhältnisse und Betriebskosten

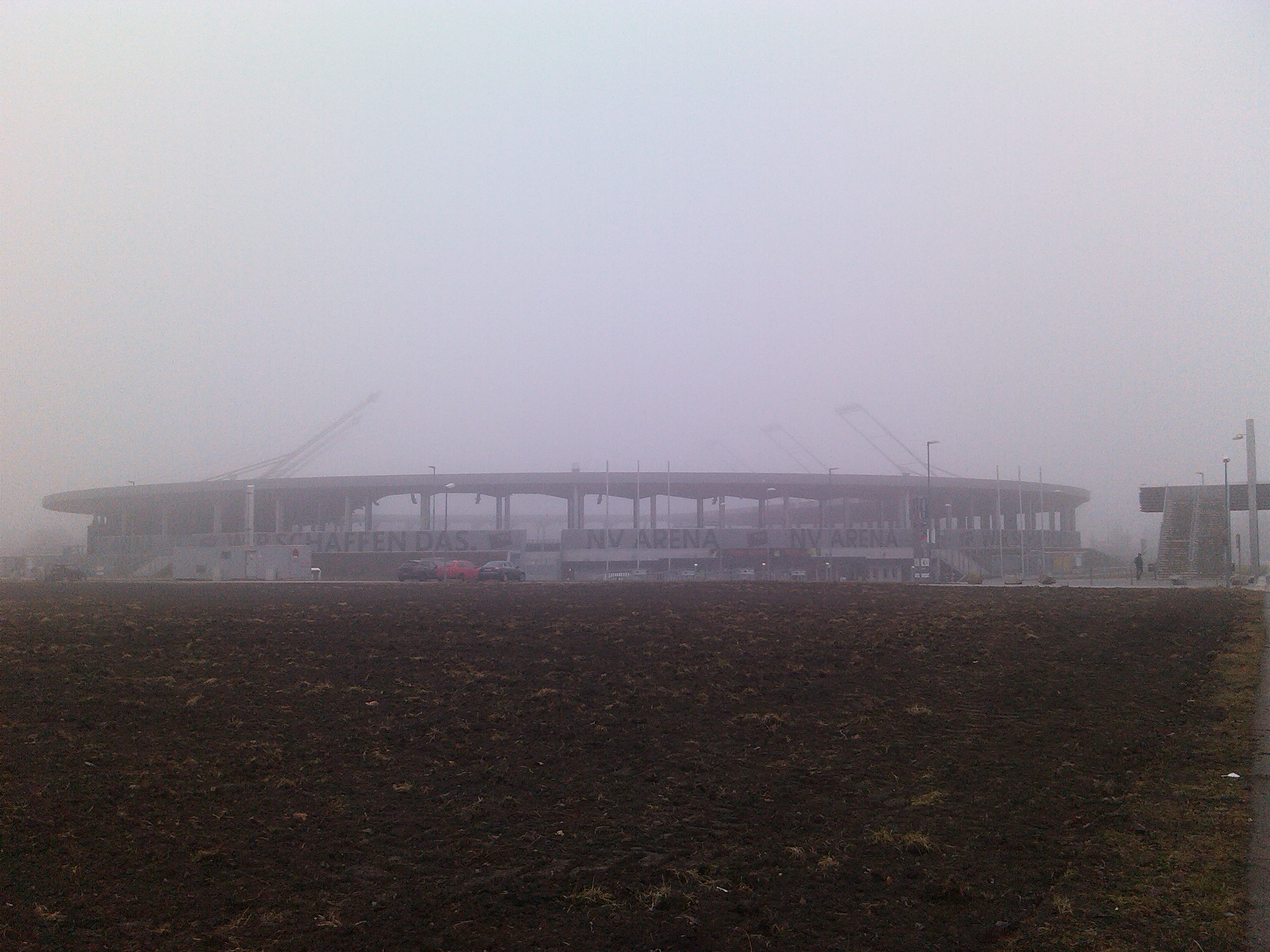
Die NV Arena im Nebel

Finanziert wurde die Arena mit Steuergeld.
Die für das Gesamtprojekt vorgesehenen Kosten beliefen sich inklusive Infrastrukturmaßnahmen auf rund 25,7 Mio. Euro (davon machten die reinen Stadion-Errichtungskosten ohne Infrastruktur 18 Mio. aus, die Grundstückskosten und Errichtung der Parkplätze rund 7,7 Mio.).
Der Bund steuerte sechs Millionen Euro bei, das Land Niederösterreich rund zehn Mio., die Stadt St. Pölten ebenfalls rund zehn Mio. Von den zehn Mio. der Stadt bildeten die Kosten des zur Verfügung gestellten Grundstücks einen großen Teil, wobei es sich also um eine Sacheinlage handelte.
Die zum Bau nötigen Beschlüsse und Übereinkommen waren eine Grundsatzvereinbarung zwischen dem Land Niederösterreich und der Republik Österreich hinsichtlich der Beteiligung des Bundes an den Gesamtkosten eines Fußballstadions in St. Pölten (29. September 2006), ein Grundsatzbeschluss des St. Pöltner Gemeinderates, sich an den Projektkosten für ein neues Fußballstadion zu beteiligen (11. Juli 2008) und ein Beschluss des Niederösterreichischen Landtages (20. November 2008), das Projekt „NÖ Landessportschule - 8. Ausbaustufe Stadion“ unter Beteiligung des Bundes und der Stadt St. Pölten im Wege der Sonderfinanzierung zu realisieren.
Der Bau wurde durch Leasing finanziert. Leasingnehmer war das Land Niederösterreich, Leasinggeber die Treisma Grundstücksverwaltungs Gesellschaft m.b.H. Bund und Stadt brachten ihren Beitrag als Förderungen in den
Leasingvertrag ein.
Der Eigentümer ist die Treisma Grundstücksverwaltung GmbH, Mieter und Betreiber die Sportzentrum Niederösterreich GmbH. Von dieser wird die Sportstätte an den SKN St. Pölten weitervermietet.
Die jährlichen Betriebskosten wurden nach Vergleichen mit ähnlichen Stadien vor dem Bau auf 500.000 Euro geschätzt. Die Betriebskosten werden vom Land Niederösterreich übernommen.

## Spiele und Saisonen
Da keine Mantelnutzung vorgesehen ist, werden größere Konzerte in St. Pölten auch weiterhin im VAZ St. Pölten stattfinden.
SKN St. Pölten
Eröffnet wurde das neue Stadion am 7. Juli 2012 mit einem freundschaftlichen Blitzturnier, an dem der SKN St. Pölten, SK Rapid Wien und Sparta Prag teilnahmen. Da alle drei Spiele unentschieden endeten, gab es keinen Turniersieger. Das erste Tor im Stadion erzielte Steffen Hofmann. Das erste Meisterschaftsspiel fand am 20. Juli 2012 statt und endete mit einem 5:2-Sieg gegen First Vienna FC 1894, das erste Meisterschaftstor für St. Pölten erzielte dabei Michael Popp.
Die erste Saison (2012/13) im Stadion beendete der SKN St. Pölten auf dem vierten Rang der Ersten Liga.
Österreichische U-21-Fußballnationalmannschaft der Herren
2014 fand das Qualifikationsspiel der U-21-Fußball-Europameisterschaft 2015 zwischen Österreich und Bosnien und Herzegowina statt, dass der Gastgeber vor 2500 Zusehern mit 2:0 gewinnen konnte.
Österreichische Fußballnationalmannschaft der Frauen
2012 fanden in der NV Arena zwei Spiele der österreichischen Fußballnationalmannschaft der Frauen statt. Man gewann 3:1 gegen Dänemark und verlor 0:2 gegen Russland.
American Football

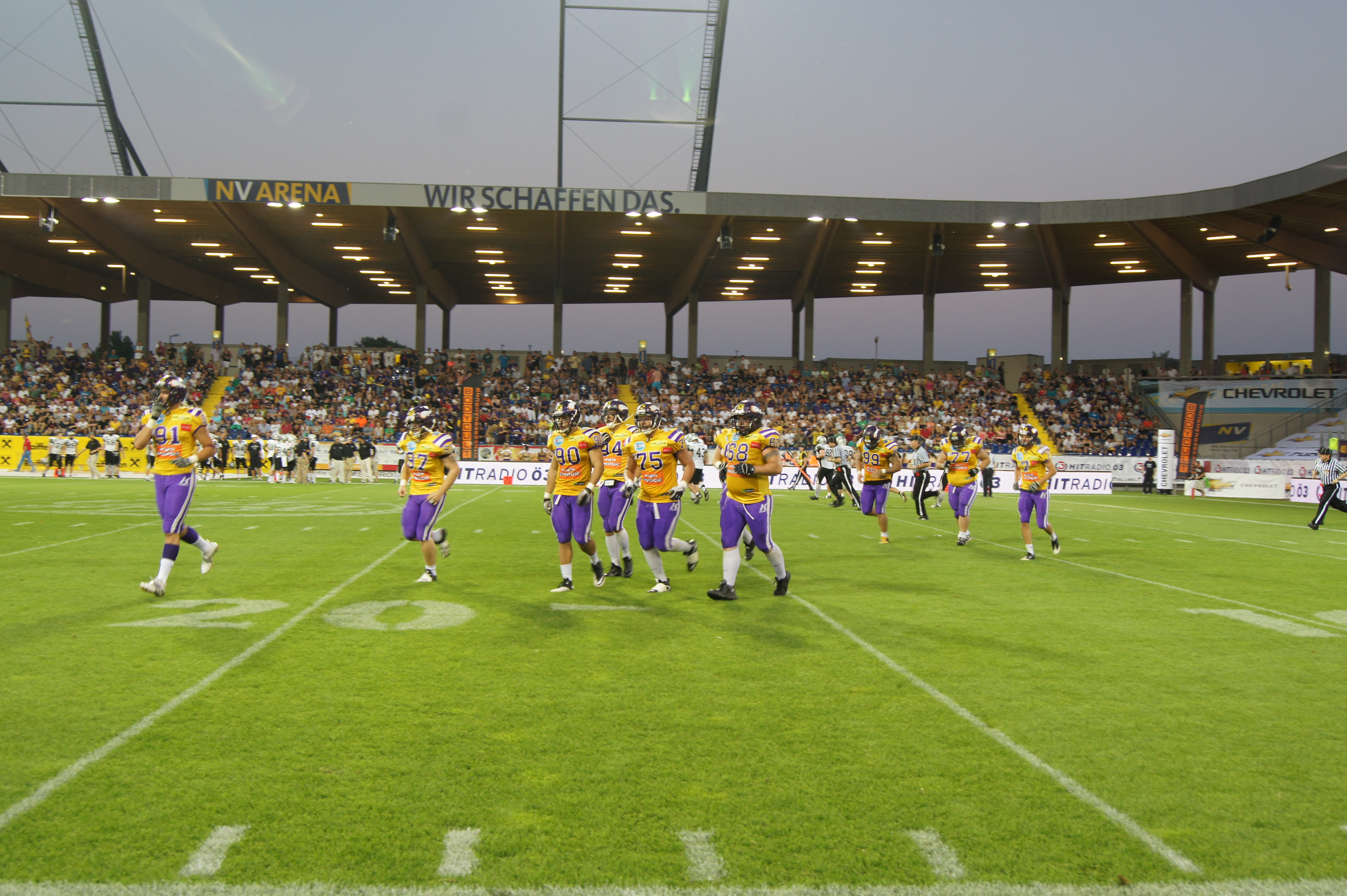
Das Finale der Austrian Football League 2013

2013 und 2014 fand das Finale der Austrian Football League im St. Pöltner Stadion statt, im Mai und Juni 2014 wurden die Vorrundenspiele der American-Football-Europameisterschaft 2014 ausgetragen.

## Zuschauerzahlen
Die am besten besuchte SKN-Saison am Voithplatz war die nach dem Aufstieg 2008 mit durchschnittlich 1685 Besuchern. In der letzten Spielzeit am Voithplatz kamen 1446 zu den Heimspielen. In der ersten Stadion-Saison des SKN, der Saison 2012/13, kamen durchschnittlich 2920 Besucher zu den 18 Meisterschaftspartien, womit man in der Ersten Liga auf dem zweiten von zehn Rängen lag (Gesamtligaschnitt war 1671, der Schnitt in der Bundesliga betrug im selben Jahr 6801.)
Ausverkauft war das Stadion vier Mal:
Bei der Eröffnung, beim Cuphalbfinale 2014 gegen Sturm Graz, in der Europa-League-Qualifikation 2014 gegen PSV Eindhoven sowie beim 3:2-Sieg gegen den LASK Linz in der 34. Runde der Saison 2015/16.

## Name
Im Rahmen eines bereits vor der Eröffnung abgeschlossenen Namenssponsorings durch die Niederösterreichische Versicherung (NV) wurde das Stadion als „NV Arena“ benannt.